# Convenção para a Proteção dos Bens Culturais em Caso de Conflito Armado
A Convenção para a Protecção dos Bens Culturais em Caso de Conflito Armado, também conhecida por Convenção de Haia (1954), é um tratado internacional assinado a 14 de Maio de 1954, em Haia, por iniciativa e sob a égide da Organização das Nações Unidas para a Educação, Ciência e Cultura (UNESCO), no contexto das consequências da Segunda Guerra Mundial que tinha ocasionado numerosas destruições de património cultural. A Convenção é um dos pilares fundamentais do direito internacional de protecção de bens culturais em caso de conflito armado.